# Легенда Зорро
Легенда Зорро (англ. The Legend of Zorro) — американський пригодницький фільм 2005 року режисера Мартіна Кемпбелла. Продовження фільму 1998 року «Маска Зорро». Антоніо Бандерас і Кетрін Зета-Джонс повторюють ролі титулованого героя та його дружини Елени, а роль лиходія графа Армана зіграв Руфус Сьюелл.

## Сюжет
Пройшло десять років від попереднього фільму. Алехандро Мур'єта, який тепер іменує себе доном Алехандро де ла Вега, далі бореться зі злочинністю як Зорро і користується підтримкою та любов'ю народу, зокрема губернатора Беннета Райлі. У них із дружиною Еленою росте син, названий на згадку про вбитого брата Хоакіна, який не знає таємницю батька і більше захоплюється його альтер его, ніж звичайною особистістю.
Каліфорнійці голосують за вступ до складу США, але відразу після закінчення голосування на дільницю вриваються бандити й викрадають ящик, у якому лежать бюлетені з голосами. Зорро встигає їм завадити, але під час битви ватажок бандитів Джейкоб Макгівенс зриває з нього маску. Швидко зробивши нову зі шматка своєї сорочки, Алехандро відвозить бюлетені губернатору і повертається додому. Однак він не помічає, що його обличчя встигли побачити два детективи з агентства Пінкертона. Вдома Єлена каже Алехандро, що вже втомилася від його діяльности Зорро та хотіла б нарешті зажити мирно. Через деякий час її на вулиці зупиняють агенти для розмови, і незабаром через адвоката вона надсилає Алехандро документи на розлучення.
Минає три місяці. Алехандро тяжко переживає розлучення з дружиною і відчуває, що вже більше не потрібний народу як Зорро. Його друг і помічник, святий отець Феліпе, умовляє його відвідати багатий захід відомого винороба, графа Армана, який колись переїхав до Каліфорнії з Франції. Там Алехандро зауважує, що граф зустрічається з Єленою, оскільки захоплювався нею ще під час перебування у Європі. П'яний Алехандро влаштовує колишній дружині сцену ревнощів, а потім, йдучи із заходу, помічає неподалік будинку Армана сильний вибух, після чого починає ставитися до нього підозріло.
Макгівенс влаштовує атаку на будинок Гільєрмо Кортеса, друга Алехандро, щоб забрати у нього купчу на його землю. Алехандро як Зорро прибуває на місце і встигає врятувати дружину та дітей Гільєрмо, але не рятує паперу та госполаря. Простеживши за Макгівенсом до маєтку Армана, Зорро дізнається, що Арман хоче побудувати на землі Кортесів залізницю, а Макгівенс йому в цьому допомагає. Почувши про якусь поставку до печери, Зорро їде туди і виявляє там Хоакіна, який втік зі шкільної екскурсії задля стеження за Макгівенсом, але випадково потрапив у лапи до двох бандитів. У результаті Зорро змушений відволіктися на порятунок сина, але все ж таки виявляє, що в таємничих ящиках з латинським написом Orbis Unum (Єдиний Світ) були тільки шматки мила. Пізніше він обговорює цю фразу з отцем Феліпе і дізнається, що Арман є лідером спільноти Лицарів Арагона, таємних керівників Європи. Вони вважають США загрозою своїй владі й тому мають намір їх знищити. Однак незрозуміло, навіщо їм для цього знадобилося звичайне мило.
Наступного дня Алехандро заарештовують і садять у в'язницю агенти Пінкертона. Пояснюють: давно женуться за Арманом, але оскільки Каліфорнія поки що не стала штатом, вони не мають законних повноважень на обшук його земель. Тому вони втягнули у все це Єлену, шантажуючи її таємницею Зорро (розлучення теж було частиною цього плану) і тим самим змусивши її стати їхньою інформаторкою, яка повинна була втертися в довіру до Армана і видобути з його будинку потрібну агентам інформацію, передаючи її їм за допомогою голубиної пошти. На запитання Алехандро , чому вони просто не попросили допомогти їм, вони відповідають, що вважають Зорро пережитком минулого, строю якого давно пора в музей. Незабаром Алехандро помічає з вікна своєї камери Хоакіна, і той допомагає батькові вибратися, вкравши в охоронця ключі від камер. Тим часом Макгівенс приходить до церкви отця Феліпе у пошуках Зорро, але не знаходить його, тому стріляє священикові в груди.
Зорро знову пробирається до маєтку Армана і зустрічає там Єлену. Вони разом відбиваються від найманців графа, після чого з'ясовують стосунки та об'єднуються. Потім вони таємно пробираються на зустріч ради Лицарів Арагона і дізнаються про їхній план: мило використовувалося як інгредієнт для нітрогліцерину, який Лицарі мають намір продати конфедератам як зброю для знищення Союзу, розраховуючи на те, що це спричинить громадянську війну. Сам же нітрогліцерин замаскований під пляшки з вином, а виноробня була прикриттям для підпільної хімічної лабораторії з його виробництва. Зорро посилає Єлену в особняк, а сам вирішує підірвати поїзд із нітрогліцерином і тим самим завадити Арману. Однак люди графа знаходять агентів і вбивають їх, розкриваючи йому правду про обман Єлени, а також ловлять Хоакіна, який теж вирушив у маєток переконати матір не виходити заміж за Армана (раніше він бачив, як вона погодилася на його прохання) і принагідно став свідком замаху Макгівенса на життя Феліпе. Арман вирішує взяти їх обох із собою на потяг як заручників, і Зорро, побачивши свою родину в полоні, змушений відмовитись від свого плану з вибухом. Макгівенс ловить його і привселюдно знімає з нього маску, розкриваючи його особистість враженому Хоакінові. Арман відвозить поїздом хлопчика та Єлену, а Макгівенс залишається страчувати Алехандро. Однак йому на допомогу приходить Феліпе, який вижив після пострілу завдяки своєму сталевому розп'яттю (хрест зупинив кулю).
Починається фінальна битва. Алехандро вступає в дуель з Арманом, а Єлена вбиває його дворецького, кинувши того разом із пляшкою нітрогліцерину з вагона просто під ноги конфедератам; при цьому колесо візка конфедератів, що відлетіло в момент вибуху пляшки, ненароком переводить важіль стрілки, і поїзд йде на інший шлях. Хоакіна Єлена з міркувань безпеки відсилає, посадивши в крайній вагон і одразу ж відчепивши його, але хлопчик знаходить там батьківського коня Торнадо і на ньому стрибає вперед. Поїзд, залишившися без управління (Зорро нейтралізував машиніста і кочегара), на всіх парах мчить прямо на платформу урядового поїзда, де в цей час йде церемонія підписання вступу до Союзу, і серед присутніх починається паніка, але Хоакін і Торнадо встигають перевести наступну стрілку, і поїзд знову повертає в інший бік, нікому не нашкодивши. Зорро прив'язує Армана до передньої частини локомотива та стрибає з поїзда разом із Єленою. На повній швидкості поїзд сходить з рейок, через що всі пляшки з нітрогліцерином у вагонах падають і весь склад вибухає, а Арман гине.
Алехандро вибачається перед сином за свій обман, визнавши, що таємниця Зорро є сімейною. Потім Алехандро та Єлена знову одружуються, після чого він їде на новий подвиг, а дружина та син проводжають його поглядом.

## У ролях
| Актор                     | Роль                         |
| ------------------------- | ---------------------------- |
| Антоніо Бандерас          | Алехандро де ла Вега / Зорро |
| Кетрін Зета-Джонс         | Єлена де ла Вега             |
| Руфус Сьюелл              | граф Арман                   |
| Нік Чінлунд               | Джейкоб Макгівенс            |
| Адріан Алонсо             | Хоакін де ла Вега            |
| Хуліо Оскар Мечосо        | падре Феліпе                 |
| Шулер Генслі              | Пайк                         |
| Майкл Емерсон             | Гарріган                     |
| Лео Бурместер             | полковник Борегард           |
| Тоні Амендола             | падре Кінтеро                |
| Пітер Армендаріс молодший | губернатор Райлі             |
| Рауль Мендес              | Феррок                       |